# 21686 Koschny
21686 Koschny este un asteroid din centura principală de asteroizi.

## Descriere
21686 Koschny este un asteroid din centura principală de asteroizi. A fost descoperit pe 11 septembrie 1999 la Drebach de André Knöfel. El prezintă o orbită caracterizată de o semiaxă mare de 2,28 ua, o excentricitate de 0,11 și o înclinație de 1,7° în raport cu ecliptica.